# São João Novo
São João Novo é um distrito do município brasileiro de São Roque, que integra a Região Metropolitana de Sorocaba, no interior do estado de São Paulo.

## História

### Origem
O povoado que deu origem ao distrito se desenvolveu ao redor da estação ferroviária São João, inaugurada pela Estrada de Ferro Sorocabana em 10/07/1875.
Quando foi inaugurado o serviço de trens de subúrbio pela Sorocabana em 1928, foi inaugurada uma nova estação que também recebeu o nome de São João, e depois foi renomeada para São João Novo nos anos 40. Já o bairro de São João Velho ainda existe, e faz parte do distrito.

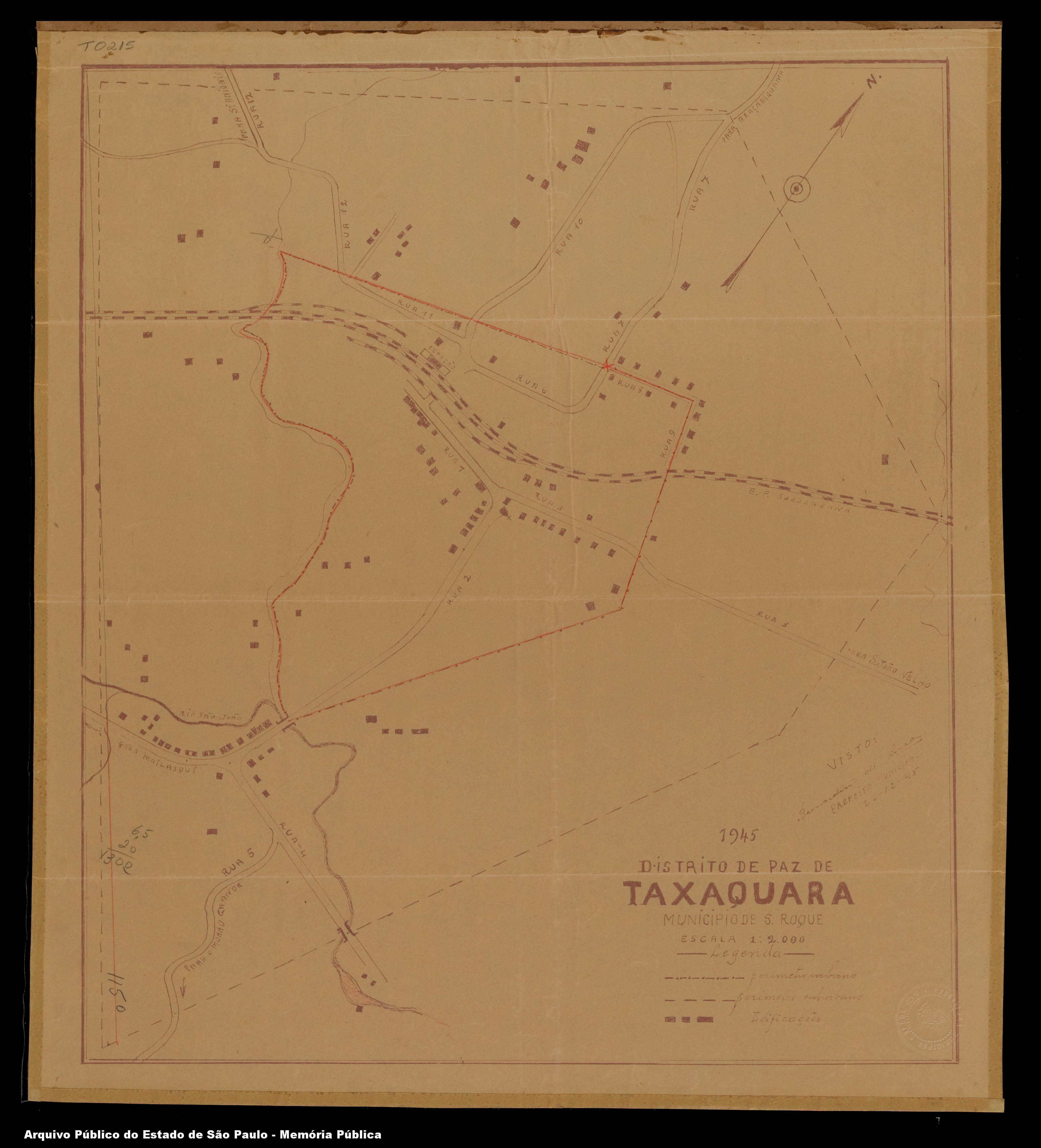
Planta da área urbana original.

### Formação administrativa
- Distrito policial de Estação de São João criado em 18/01/1916 no município de Cotia[5].
- Distrito de Taxaquara criado pelo Decreto-Lei n° 14.334 de 30/11/1944, com sede no povoado de São João e terras desmembradas do distrito sede de São Roque e do distrito de Araçariguama[6].
- Lei n° 233 de 24/12/1948 - altera a denominação para São João Novo[7].

### Pedido de emancipação
O distrito tentou a emancipação político-administrativa e ser elevado à município, através de processo que deu entrada na Assembléia Legislativa do Estado de São Paulo no ano de 1990, mas como não atendia os requisitos necessários exigidos por lei para tal finalidade, o processo foi arquivado.

## Geografia

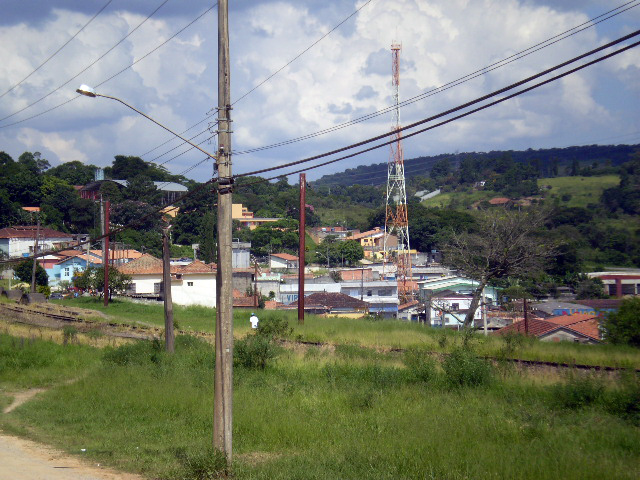
Vista do distrito.

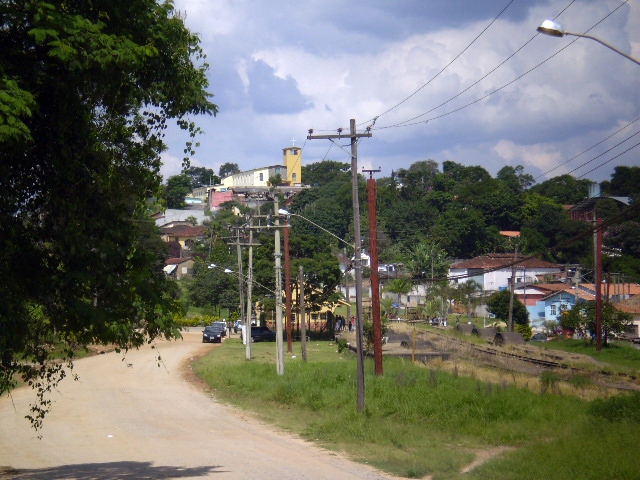
Trecho ferroviário próximo à estação.

### Demografia

#### População urbana
| Crescimento população urbana | Crescimento população urbana | Crescimento população urbana | Crescimento população urbana |
| Censo                        | Pop.                         |                              | %±                           |
| ---------------------------- | ---------------------------- | ---------------------------- | ---------------------------- |
| 1950                         | 383                          |                              | —                            |
| 1960                         | 778                          |                              | 103,1%                       |
| 1970                         | 1 645                        |                              | 111,4%                       |
| 1980                         | 2 081                        |                              | 26,5%                        |
| 1991                         | 3 233                        |                              | 55,4%                        |
| 2000                         | 3 526                        |                              | 9,1%                         |
| 2010                         | 5 880                        |                              | 66,8%                        |
| Fonte: IBGE e Fundação SEADE |                              |                              |                              |

#### População total
Pelo Censo 2010 (IBGE) a população total do distrito era de 8 043 habitantes.

### Área territorial
A área territorial do distrito é de 64,291 km².

### Rodovias
O distrito localiza-se às margens da Rodovia Eng. Renê Benedito Silva (SP-274), entre as cidades de São Roque e Itapevi, a 58 km da cidade de São Paulo.

### Ferrovias
Linha Tronco (Estrada de Ferro Sorocabana), sendo a ferrovia operada atualmente pela Rumo Malha Paulista.

### Topografia
Sua altitude é de 771 metros acima do nível do mar.

## Serviços públicos

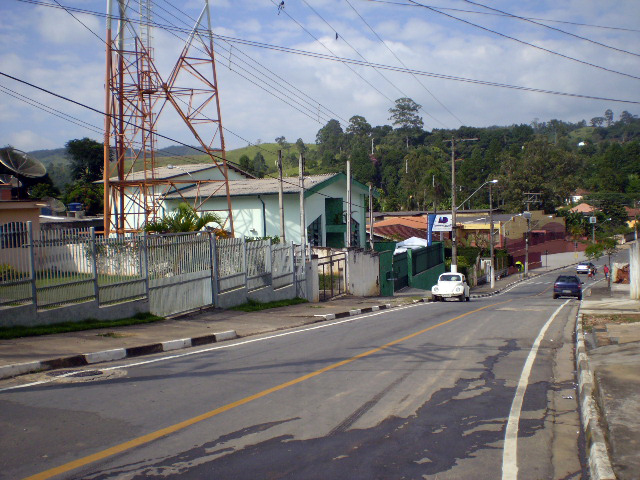
Aspecto local.

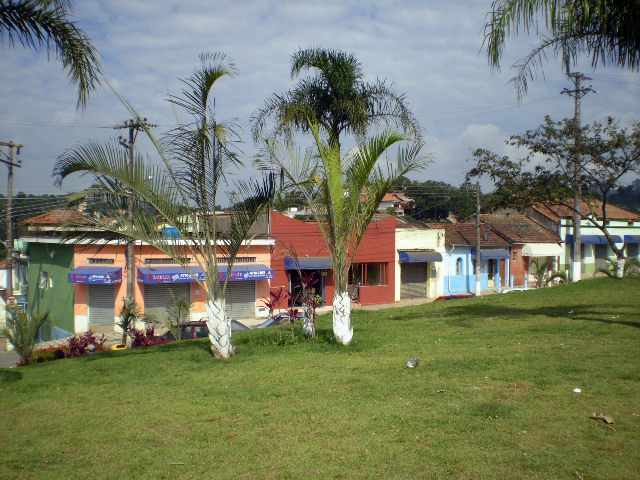
Aspecto local.

### Registro civil
Atualmente é feito no próprio distrito, pois o Cartório de Registro Civil das Pessoas Naturais ainda continua ativo.

### Transportes
Atualmente as empresas Viação Danúbio Azul (linha intermunicipal: São Roque x Itapevi) e Jundiá Transportadora Turística (linhas urbanas: São João Novo x Rodoviária, e São João Novo x Monte Serrat) atendem o distrito.

### Saneamento
O serviço de abastecimento de água é feito pela Companhia de Saneamento Básico do Estado de São Paulo (SABESP).

### Energia
A responsável pelo abastecimento de energia elétrica é a CPFL Piratininga, distribuidora do grupo CPFL Energia.

### Telecomunicações
O distrito era atendido pela Telecomunicações de São Paulo (TELESP), que inaugurou a central telefônica utilizada até os dias atuais. Em 1998 esta empresa foi vendida para a Telefônica, que em 2012 adotou a marca Vivo para suas operações.

## Religião

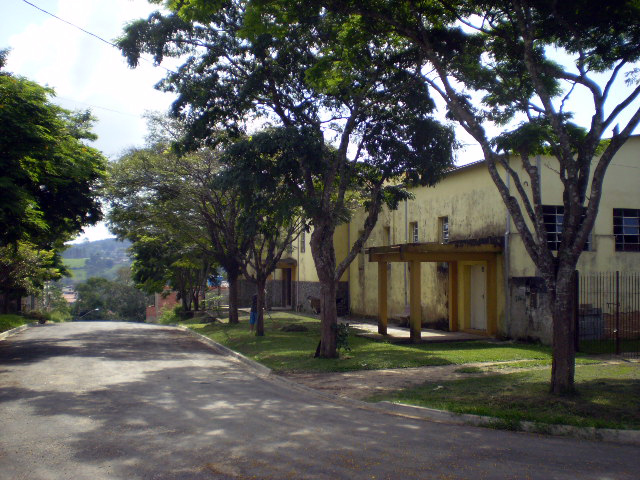
Lateral da igreja.

O Cristianismo se faz presente no distrito da seguinte forma:

### Igreja Católica
- A igreja faz parte da Diocese de Osasco[21].

### Igrejas Evangélicas
- Assembleia de Deus - O distrito possui uma congregação da Assembleia de Deus Ministério do Belém, vinculada ao Campo de Sorocaba. Por essa igreja, através de um início simples, mas sob a benção de Deus, a mensagem pentecostal chegou ao Brasil. Esta mensagem originada nos céus alcançou milhares de pessoas em todo o país, fazendo da Assembleia de Deus a maior igreja evangélica do Brasil[22][23].

- Congregação Cristã no Brasil[24].